# 이은수 (종합격투기 선수)
이은수는 대한민국의 종합격투기 선수이다. 현 로드 FC 웰터급 선수로 과거 스피릿 MC 헤비급 챔피언과 로드 FC 미들급 챔피언을 지냈다.

## 경력
아마추어 단체 KPW에서 선수 생활을 시작했고,  스피릿 MC에서 프로 선수로서의 활동을 이어가다가 2003년 스피릿 MC 2대 헤비급 챔피언에 올랐다. 이후 프라이드와 히어로즈를 비롯해 각종 대회에 출전하면서 꾸준한 활동을 이어갔고 2008년 Deep: Gladiator (CMA-KPW 글래디에이터 한일 친선 국제 격투기) 대회에서 무제한급 챔피언에 등극했다.
이후 라이트헤비급 혹은 미들급으로 뛰어야한다는 생각으로 감량을 했고, 2011년 신생 종합격투기 단체 로드 FC에 진출해 활동을 이어나갔다.
2012년 2월 Road FC 006 대회 미들급 토너먼트 4강전에서 손혜석에게 패한 후 11월 Road FC 010 대회에서 로드 FC 초대 미들급 챔피언에 오른 오야마 슌고의 1차 방어전 상대로 나서는 기회를 얻었고, 이 시합에서 1라운드 TKO 승을 거두고 로드 FC FC 제 2대 미들급 챔피언에 등극했다. 이는 스피릿 MC 헤비급 챔피언, CMA 무제한급 챔피언 등 로드 FC가 출범하기 전, 그가 거둔 성과를 잇는 화려한 결과였다.
하지만 그는 훈련 중 다리에 큰 부상을 입는 불운을 겪었고 회복 기간이 1년, 2년, 계속해서 길어지자 후배들을 위한 마음으로 고민 끝에 타이틀을 반납하게 된다. 당시 그는 주치의 선생님으로부터 체중을 15kg 이상 감량하지 않으면 선수 생활을 하지 못한다는 진단을 받았다. 그래서 미들급 타이틀을 반납하며 웰터급으로의 전향을 선택했고, 약 4년이 지나서야 로드 FC의 케이지로 복귀, Road FC 035 대회에서 중국의 양펑을 상대로 1라운드 TKO승을 거두며 복귀전을 승리로 장식했다.

## 종합격투기 전적
| 프로 종합격투기 전적 | 프로 종합격투기 전적 | 프로 종합격투기 전적 | 프로 종합격투기 전적 | 프로 종합격투기 전적 | 프로 종합격투기 전적 | 프로 종합격투기 전적 | 프로 종합격투기 전적 |
| -------------------- | -------------------- | -------------------- | -------------------- | -------------------- | -------------------- | -------------------- | -------------------- |
| 22 시합              | (T)KO                | 항복                 | 판정                 | 실격                 | 그 밖                | 비김                 | 무효                 |
| 16 승                | 8                    | 4                    | 3                    | 1                    | 0                    | 0                    | 1                    |
| 5 패                 | 4                    | 0                    | 1                    | 0                    | 0                    | 0                    | 1                    |

| Res. | 전적       | 상대                    | 방식                         | 대회                                          | 날짜       | 라운드 | 시간 | 장소     | 비고                   |
| ---- | ---------- | ----------------------- | ---------------------------- | --------------------------------------------- | ---------- | ------ | ---- | -------- | ---------------------- |
| 승   | 16-5-0 (1) | 양펑                    | TKO (펀치)                   | Road FC 035                                   | 2016.12.10 | 1      | 2:30 | 대한민국 | -80 kg 계약체중 매치   |
| 승   | 15-5-0 (1) | 오야마 슌고             | KO (펀치)                    | Road FC 010                                   | 2012.11.24 | 1      | 2:48 | 대한민국 | 미들급 타이틀 도전     |
| 패   | 14-5-0 (1) | 손혜석                  | TKO (펀치)                   | Road FC 006: The Final Four                   | 2012.02.05 | 2      | 1:32 | 대한민국 | 미들급 토너먼트 4강전  |
| 승   | 14-4-0 (1) | 김재영                  | 판정 (3-0)                   | Road FC 004: Young Guns                       | 2011.10.03 | 2      | 5:00 | 대한민국 | 미들급 토너먼트 8강전  |
| 패   | 13-4-0 (1) | 데니스 강               | 판정 (0-3)                   | Road FC 002: Alive                            | 2011.04.15 | 2      | 5:00 | 대한민국 | 라이트헤비급 매치      |
| 승   | 13-3-0 (1) | 칼 루이스 진            | TKO (코너스톱)               | M-1 Challenge 8: USA                          | 2008.10.29 | 2      | 5:00 | 미국     |                        |
| 승   | 12-3-0 (1) | 마츠이 다이지로         | 판정 (3-0)                   | Deep: Gladiator                               | 2008.08.16 | 2      | 5:00 | 일본     | 무제한급 타이틀 결정전 |
| 패   | 11-3-0 (1) | 마고메트 술타나흐마도프 | TKO (펀치)                   | K-1 Hero's 2007 in Korea                      | 2007.10.28 | 3      | 5:00 | 대한민국 | 미들급 매치            |
| 패   | 11-2-0 (1) | 나카오 요시히로         | TKO (닥터스톱)               | Pride Critical Countdown Absolute             | 2006.07.01 | 1      | 1:30 | 일본     | 헤비급 매치            |
| 무효 | 11-1-0 (1) | 김재영                  | NC                           | Spirit MC 6: Middleweight Grand Prix Opening  | 2005.07.02 | 2      | 5:00 | 대한민국 | 헤비급 매치            |
| 승   | 11-1-0 (0) | 최정규                  | TKO (펀치)                   | Spirit MC 3: I Will Be Back!                  | 2004.04.10 | 3      | 3:19 | 대한민국 | 헤비급 매치            |
| 승   | 10-1-0 (0) | 김건우                  | KO (펀치)                    | Spirit MC 2 Part 4: Combative Spirit Final    | 2003.10.11 | 2      | 1:31 | 대한민국 | 헤비급 토너먼트 결승전 |
| 승   | 9-1-0 (0)  | 유태랑                  | 판정                         | Spirit MC 2 Part 4: Combative Spirit Final    | 2003.10.11 | 2      | 5:00 | 대한민국 | 헤비급 토너먼트 4강전  |
| 승   | 8-1-0 (0)  | 장철구                  | 서브미션 (리어네이키드 초크) | Spirit MC 2 Part 3: Combative Spirit Prologue | 2003.09.06 | 1      | 4:52 | 대한민국 | 헤비급 토너먼트 8강전  |
| 승   | 7-1-0 (0)  | 조현철                  | 서브미션 (암바)              | Spirit MC 2 Part 3: Combative Spirit Prologue | 2003.09.06 | 1      | 2:34 | 대한민국 | 헤비급 토너먼트 16강전 |
| 패   | 6-1-0 (0)  | 이면주                  | TKO (기권)                   | Spirit MC 1 Part 3: Spirit Final              | 2003.04.26 | 3      | 5:00 | 대한민국 | 헤비급 토너먼트 결승전 |
| 승   | 6-0-0 (0)  | 김종왕                  | 실격                         | Spirit MC 1 Part 3: Spirit Final              | 2003.04.26 | 1      | 1:25 | 대한민국 | 헤비급 토너먼트 4강전  |
| 승   | 5-0-0 (0)  | 권익선                  | 서브미션                     | Spirit MC 1 Part 3: Spirit Final              | 2003.04.26 | 1      | 4:13 | 대한민국 | 헤비급 토너먼트 8강전  |
| 승   | 4-0-0 (0)  | 최영민                  | TKO                          | Spirit MC 1 Part 2: Spirit Preliminary 32     | 2003.03.30 | 2      | 5:00 | 대한민국 | 헤비급 토너먼트 8강전  |
| 승   | 3-0-0 (0)  | 손광석                  | KO                           | Spirit MC 1 Part 2: Spirit Preliminary 32     | 2003.03.30 | 1      | 4:46 | 대한민국 | 헤비급 토너먼트 16강전 |
| 승   | 2-0-0 (0)  | 조대호                  | 서브미션                     | Spirit MC 1 Part 2: Spirit Preliminary 32     | 2003.03.30 | 1      | 0:33 | 대한민국 | 헤비급 토너먼트 16강전 |
| 승   | 1-0-0 (0)  | 금태욱                  | KO                           | Spirit MC 1 Part 1: Spirit Preliminary 64     | 2003.03.29 | 1      | 0:58 | 대한민국 | 헤비급 토너먼트 16강전 |

## 같이 보기
- 로드 FC 챔피언 목록
- 현 로드 FC 선수 목록
- 로드 FC 선수 목록
- 로드 FC 기록 목록